# 津田佳紀
津田 佳紀 （つだ よしのり、1961年 –  ）は、日本の芸術家、作家。名古屋芸術大学副学長。愛知県岡崎市在住。

## 略歴
1961年 – 京都府舞鶴市生まれ。1980年 – 福井県立若狭高等学校普通科（27HR）卒業。
和光大学人文学部芸術学科卒業。名古屋芸術大学教授、デザイン学科主任を経て、現職。

## 若狭出身の芸術家
- 河村虹外（南画家）
- 重達夫（洋画家）
- 山河全（京都造形芸術大学教授）
- 長谷圭城（奈良女子大学教授、大阪教育大学非常勤講師）